# 笠原沼

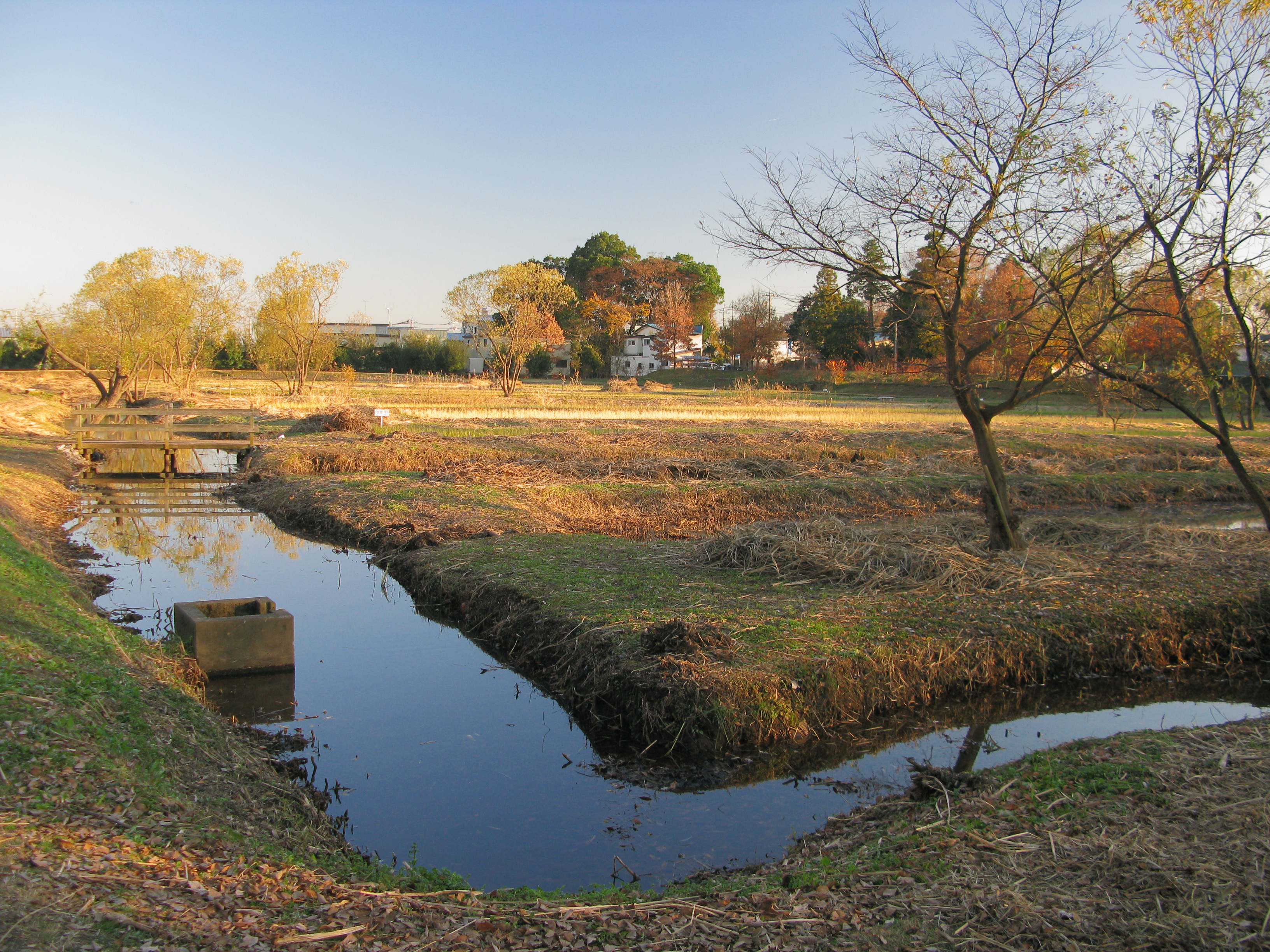
笠原沼の掘り上げ田（2011年12月）

笠原沼（かさはらぬま）は、埼玉県南埼玉郡宮代町に所在していた沼である。笠井沼（かさいぬま）とも称される。

## 概要
かつて現在の東武動物公園周辺に所在していた自然沼であった。この沼へ河原井沼に端を発する爪田ヶ谷堀が流入しており、笠原沼の流出部周辺に堰が設けられ下流域の農業用水の溜井として利用されていた。このため不要な悪水を流下させたい上流域の村々と、用水として利用したい下流域の村々とでいさかいが絶えなかった。江戸中期になると井沢弥惣兵衛為永が中心となり、笠原沼を掘り上げ田形式にて新田開発した。そして、新田開発をした際に下流域の村々の用水として整備されたのが笠原沼用水（笠原沼代用水）である。このように開発された掘り上げ田（ホッツケ）も昭和後期になってくると次第に耕作されなくなり、姿を消してきた。こうした中、現在かつての笠原沼東部付近に「新しい村」として掘り上げ田を再現しており、主に小学生を対象とした農業体験の場を提供している。
笠原沼落は掘り上げ田を開発した際、沼の中央部からの排水のために開削された水路である。また、今日の姫宮落川は、それまで西方より笠原沼へ流入していた爪田ヶ谷堀をかつての流出河川であった姫宮落川へ沼の北側を経由し、直接流下するように付け替えた流路となっている。これは沼への過剰な水の流入を防ぐために附廻堀（笠原付廻堀）としたものである。

## 所在地
- 埼玉県南埼玉郡宮代町